# ニコライ・リヴォーフ
ニコライ・リヴォーフ（露: Николай Александрович Львов, 英: Nikolay Aleksandrovich Lvov, 1751年 - 1803年）は、ロシアの建築家。その他発明家や作家、翻訳者。音楽家、民俗学者、さらに社会活動家などと、多才な人物。
イズマイロフ親衛隊士官学校を卒業。パラーディオの著書をロシア語に翻訳した人物。また、ロシアにおいて初めて暖房に関する著書を出版した。その他掘削機械などを発明。
建築方面では、代表作としてモスクワ中央郵便局、ネヴァ門、プリオラーツキー宮殿、ボリソグレープスキー聖堂トルジョークなどがある。